# Tritono
En el ámbito de la teoría musical, el trítono es un intervalo musical que abarca tres tonos enteros. Puede clasificarse como intervalo de cuarta aumentada o de quinta disminuida.

## Dónde ocurre el trítono
El trítono ocurre naturalmente en cualquier tono mayor (o armadura mayor) en el intervalo formado entre el cuarto grado y el séptimo de la tonalidad (por ejemplo, en la tonalidad de do, se forma un trítono entre fa y si).
Los acordes mayores con séptima menor (dominantes) ―por ejemplo, el acorde formado por las notas do, mi, sol, y si♭― contienen un trítono en su construcción, entre el tercer y séptimo grados del acorde.
Los acordes con sextas aumentadas también suelen ―aunque no es necesario para su construcción― contener trítonos. Por ejemplo, el acorde formado por las notas la♭, do, mi♭ y fa♯ contiene un trítono entre do y sol♭. Esto es importante, porque este tipo de acordes ocurren con frecuencia en cierta música (si la tonalidad fuera do mayor, por ejemplo, el acorde anterior buscaría resolverse a la dominante de do, o sea a sol7 (mayor con séptima menor).
Las tríadas disminuidas se forman al tomar una tríada menor y bajar el quinto grado del acorde un semitono, resultando en una quinta disminuida ―o un trítono― desde la fundamental del acorde. De manera similar, los acordes disminuidos con séptima disminuida ―por ejemplo, el acorde formado por los tonos si, re, fa y la♭―, están formados por un par de trítonos separados por una distancia de una tercera menor (un trítono entre si y fa, y un trítono entre re y la♭).

## Como se resuelve el trítono
El trítono se resuelve mediante el movimiento contrario de las dos notas implicadas (Si y Fa). Esto significa que la nota superior desciende y la nota inferior asciende, creando una resolución armónica efectiva.  
Cuando uno de los sonidos que produce el trítono es la sensible, tiende a resolver en la tónica. En la escala mayor, el movimiento contrario del trítono se dirige hacia el exterior, mientras que en la escala menor, se dirige hacia el interior.
Por ejemplo, la nota Fa resuelve al Mi descendiendo, mientras que la nota Si resuelve al Do ascendiendo, creando una resolución armónica efectiva. Este movimiento contrario es una técnica común utilizada en la música para resolver trítonos.

## Importancia histórica del trítono en la música occidental
El trítono ha sido clasificado como disonancia en la música occidental desde la Edad Media hasta el final del período de la práctica común.
Este intervalo se evitaba en el canto eclesiástico medieval debido posiblemente a su entonación dificultosa y a que se consideraba que su sonido era algo siniestro.
La primera prohibición expresa de su utilización parece ser la del monje italiano Guido de Arezzo (991-1050), quien en su sistema hexacordal sugirió que en vez de utilizar el si diatónico (si natural), el hexacordio basado en fa se debería trasladar a do con el fin de evitar el trítono.
Posteriormente, los teóricos Ugolino d'Orvieto (1380-1457) y Johannes Tinctoris (1435-1511) abogaron por reemplazar el si natural por si♭.
A partir de entonces y hasta el final del Renacimiento, el trítono fue considerado como un intervalo inestable y rechazado como consonancia por la mayoría de los teóricos.
En 1702, Andreas Werckmeister (1645-1706) afirmó que «las antiguas autoridades» utilizaban el nombre de diabolus in musica (‘el diablo en la música’) tanto para el trítono como para el choque entre intervalos de semitono ―tales como fa natural y fa sostenido,
y cinco años más tarde llama asimismo Diabolus in musica a la oposición del B cuadrado (el si♮) y el B redondo (el si♭) debido a que estas notas equivalen a la yuxtaposición de «mi contra fa».
En 1725, el compositor austríaco Johann Joseph Fux (1660-1741), en su libro Gradus ad Parnassum, describió también al trítono con el nombre de diabolus in musica.
En 1733, Georg Philipp Telemann afirmó que los antiguos decían que el «mi contra fa» era «Satanás en la música».
En 1739, Johann Mattheson escribió que «los antiguos cantantes con solmización llamaban «el diablo en la música» a este agradable intervalo mi contra fa.
A pesar de que estos autores afirmaban que en el pasado se asociaba al trítono con el diablo, sin embargo no se ha conservado ninguna cita de autores de la Edad Media. Sin embargo, el musicólogo británico Denis Arnold (1926-1986), en el libro New Oxford Companion to Music sugiere que el apodo que ya se aplicaba en la música medieval:

It seems first to have been designated as a «dangerous» interval when Guido of Arezzo developed his system of hexachords and with the introduction of B flat as a diatonic note, at much the same time acquiring its nickname of «diabolus in musica» (‘the devil in music’).
Parece que primero se designó como un intervalo «peligroso» cuando Guido de Arezzo desarrolló su sistema de hexacordios y con la introducción del si bemol como nota diatónica, casi al mismo tiempo en que adquirió su apodo de «diabolus in musica» (‘el diablo en la música’).
Denis Arnold

Esa asociación simbólica original entre la evitación del trítono y el diablo llevó a que convencionalmente la cultural occidental viera al trítono como una sugerencia del mal en la música.
Sin embargo, las leyendas acerca de que la Iglesia o incluso la Inquisición excomulgaba o castigaba de alguna manera a los músicos por cantar este intervalo es probablemente una mera fantasía al no existir ningún documento histórico que lo acredite y ser una invención moderna muy repetida, pero no auténtica.
Para evitar la aparición del trítono, a la hora de componer se prescindía del uso del si (la «sensible», el séptimo grado de la escala) pues era un sonido que incitaba a la formación de la quinta disminuida o trítono.